# Gäddvikstjärnen
Gäddvikstjärnen är en sjö i Ovanåkers kommun i Hälsingland och ingår i Dalälvens huvudavrinningsområde. Sjöns area är 0,025 kvadratkilometer och den är belägen 401 meter över havet.